# Kościół św. Ducha w Iłży
Kościół świętego Ducha – zabytkowy kościół znajdujący się na terenie parafii Wniebowzięcia Najświętszej Maryi Panny w Iłży.
Jest to świątynia wzniesiona w 1448 roku przez kardynała Zbigniewa Oleśnickiego. Poważnie zniszczona została w czasie pierwszej wojny światowej. Odbudowana została w 1922 roku. Częściowo została zniszczona pod koniec II wojny światowej. Budowla została wzniesiona z kamienia łamanego i jest otynkowana. Do prostokątnej nawy jest dobudowane węższe, kwadratowe prezbiterium. Świątynia posiada dach dwuspadowy nakryty gontem, na środku znajduje się wieżyczka na sygnaturkę. W 2012 roku kościół został odremontowany.